# طرد الألمان من تشيكوسلوفاكيا
طرد الألمان من تشيكوسلوفاكيا كان جزءًا من سلسلة إجلاءات وترحيلات للألمان من شرق أوروبا ووسطها في الحرب العالمية الثانية وبعدها.
أثناء الاحتلال الألماني لتشيكوسلوفاكيا، طالبت جماعات المقاومة التشيكية بإجلاء ذوي الأصول الألمانية من تشيكوسلوفاكيا. وافقت الحكومة التشيكوسلوفاكية المنفية على قرارَ ترحيل الألمانيين، وأخذت من 1943 تَنشد أن يدعمه الحلفاء. لكن لم يُبرم الاتفاق على طردهم إلا في 2 أغسطس 1945، في نهاية مؤتمر بوتسدام.
في الشهور التي أعقبت الحرب، جرت تعليمات ترحيل «شرسة» من مايو إلى أغسطس 1945. وفي 28 أكتوبر اقترح الرئيس التشيكوسلوفاكي إدوارد بينش «الحل النهائي للقضية الألمانية» (بالتشيكية: konečné řešení německé otázky)، ألا وهو: طرد ذوي الأصول الألمانية أنفسهم.
رُحِّلوا بأوامر السلطات المحلية، على أيدي جماعات ومتطوعين مسلحين، لكن أحيانًا ما كانت أيضًا على يد الجيش نفسه. وأثناء ذلك مات عدة آلافٍ ميتات عنيفة، ومات غيرهم من الجوع والمرض. وقد استمر الطرد -بحسب مؤتمر بوتسدام- من 25 يناير 1946 إلى أكتوبر العام نفسه. وطُرد من ذوي الأصول الألمانية إلى الجانب الاحتلالي الأمريكي -الذي صار لاحقًا ألمانيا الغربية- عدد يُقدَّر أنه 1.6 ملايين، وإلى الجانب السوفييتي -الذي صار ألمانيا الشرقية- 800,000 ألماني.
انتهت الترحيلات في 1948، وإن لم يُرحَّل كل الألمانيين، وتراوح عدد غير المرحَّلين بين نحو 160,000 و250,000 على وجه التقدير.
في 1958 قدَّرت حكومة ألمانيا الغربية أنْ مات من ذوي الأصول الألمانية أثناء الترحيلات نحو 270,000، ومن ساعتها يُستشهد بهذا الرقم في الأدب التاريخي. لكن في 1995 انتهت أبحاث أجْرتها لجنة تأريخية مشترَكة –ألمانية تشيكية– إلى أن التقديرات الديموغرافية السابقة (220,000–270,000 وفاة) مُبالَغ فيها ومبنية على معلومات خاطئة، وأن العدد الحقيقي 15,000 على الأقل، و30,000 على الأكثر بافتراض أن بعض الوفيات لم تسجَّل. وجاء في بيان اللجنة أيضًا أن في السجلات الألمانية 18,889 وفاة مؤكَّدة، منها 3,411 انتحارًا. وأما السجلات التشيكية ففيها 22,247 وفاة، منها 6,667 انتحارًا ووفاة غامضة.
استطاعت «خدمة بحث الكنيسة الألمانية» تأكيد وفاة 14,215 إنسانًا في ترحيلات تشيكوسلوفاكيا (6,316 ميتة عنيفة، و6,989 في معسكرات اعتقال، و907 بالأشغال الإجبارية في الاتحاد السوفييتي).

## خطط طرد ألمان السوديت
في مؤتمر باريس للسلام الذي انعقد في 1919 قدَّم أرشيبالد كاري كوليدج (كان أستاذًا بجامعة هارفرد) تقريره إلى الوفد الأمريكي، مقترِحًا انفصال السوديت عن بوهيميا ومورافيا (أراضي التاج البوهيمي تاريخيًّا)، إذ لم يَبْد حكيمًا إجبار 3.5 ملايين ألماني على الدخول تحت الحكم التشيكي، لأن هذا يخالف مبدأ حق تقرير المصير. وفي مايو 1938 حصل «حزب ألمان السوديت» المؤيد للنازية على 88% من أصوات ذوي الأصول الألمانية. وبعد معاهدة ميونيخ في 1938، واحتلال هتلر لبوهيميا ومورافيا في مارس 1939، أخذ إدوارد بينش يقنع الحلفاء أثناء الحرب العالمية الثانية بأن الطرد أنسب حل. وحتى التشيكيون المعتدِلة آراؤهم في الألمانيين وافقوا على الطرد.
بمجرد احتلال القوات الألمانية لتشيكوسلوفاكيا في أكتوبر 1938، اتبع بينش -ومِن بعده الحكومة المنفية- سياسة من أساسين: استعادة الحدود التشيكوسلوفاكية التي كانت قبل ميونيخ، وإجلاء الأقلية الألمانية –بالترحيل، إلى جانب تعديلات حدودية بسيطة– لاسترداد الاعتبار الإقليمي. صحيح أن التفاصيل تغيرت بتغيُّر الرأي العام ورأي المسؤولين في بريطانيا، وبضغط الجماعات المعارضة التشيكية، لكن أهداف الحكومة التشيكوسلوفاكية المنفية ظلت كما هي طول الحرب.
أصبحت سياسة حماية الأقليات قبل الحرب غير مجدية (واعتبرت الأقليات نفسها مصدرًا للاضطراب وعدم الاستقرار)، لأنها ارتبطت بتدمير النظام الديمقراطي والدولة التشيكوسلوفاكية. لذلك، اتخذ قادة تشيكوسلوفاكيا قرارًا بتغيير الطابع متعدد الأعراق للدولة إلى دولة ذات عرقين أو ثلاثة أعراق (التشيك، والسلوفاكيون، وكذلك الروثينيون في البداية). جرى الوصول إلى هذا الهدف بطرد الجزء الأكبر من أفراد الأقليات واستيعاب بقية الأقليات على التوالي. نظرًا إلى أن جميع الأشخاص تقريبًا من ذوي الأصول الألمانية والمجرية حصلوا على الجنسية الألمانية أو المجرية في أثناء احتلال تشيكوسلوفاكيا، فمن الممكن أن يكون الطرد قانونيًا باعتباره إبعادًا للأجانب.
في 22 يونيو 1942 بعد أن أصبحت خطط طرد الألمان السوديت معروفة، كتب فينسل ياكش (وهو ديمقراطي اجتماعي ألماني سوديتي في المنفى) رسالة إلى إدوارد بينش احتجاجًا على الخطط المقترحة.
في البداية لم يتأثر سوى بضع مئات الآلاف من الألمان السوديت، الذين اعتبروا غير موالين لتشيكوسلوفاكيا والذين تصرفوا، وفقًا لبينش والرأي العام التشيكي، باعتبارهم «الطابور الخامس» لهتلر.
بسبب تصاعد الفظائع النازية في تشيكوسلوفاكيا المحتلة، تضمنت مطالب الحكومة التشيكوسلوفاكية في المنفى، ومجموعات المقاومة التشيكية، وكذلك الغالبية العظمى من التشيكيين طرد المزيد والمزيد من الألمان، مع عدم وجود تحقيق فردي في استنتاج التهمة من جانبهم، وكان الاستثناء الوحيد 160,000 إلى 250,000 شخص أصولهم ألمانية و«مناهضين للفاشية»، ولهم الأهمية الحاسمة في الصناعات التي سُمح لها بالبقاء في تشيكوسلوفاكيا. ولم يرغب التشيكيون وحكومتهم في أن تتحمل تشيكوسلوفاكيا أعباءً ثقيلة في المستقبل مع أقلية ألمانية كبيرة.
دعم رئيس الوزراء البريطاني ونستون تشرشل ووزير الخارجية البريطاني أنطوني إيدن فكرة طرد ذوي الأصول الألمانية من تشيكوسلوفاكيا. في عام 1942 تلقت الحكومة التشيكوسلوفاكية في المنفى دعم المملكة المتحدة لطرد الألمان من تشيكوسلوفاكيا. في مارس 1943 تلقى الرئيس بينش دعمًا من موسكو. في يونيو 1943 سافر بينش إلى واشنطن العاصمة وحصل على دعم الرئيس فرانكلين روزفلت لخطط الطرد المتطورة للحكومة التشيكوسلوفاكية.
في أثناء الاحتلال الألماني لتشيكوسلوفاكيا، خاصة بعد انتقام النازيين لاغتيال هايدريش، طالبت معظم مجموعات المقاومة التشيكية بالحل النهائي للمسألة الألمانية التي يجب حلها بالنقل أو الطرد. تبنت الحكومة في المنفى هذه المطالب وطلبت، ابتداءً من عام 1943، دعم الحلفاء لهذا الاقتراح. نص برنامج كوشيتسه في أبريل 1945، الذي حدد التسوية السياسية لما بعد الحرب في تشيكوسلوفاكيا، على طرد الألمان والمجريين من البلاد. لم يتوصلوا إلى الاتفاقية النهائية لنقل الأقلية الألمانية حتى 2 أغسطس 1945 في نهاية مؤتمر بوتسدام.
كتب المسؤول عن صياغة المادة الثالثة عشرة من بيان بوتسدام بشأن عمليات الطرد، السير جيوفري هاريسون، في 31 يوليو 1945 إلى السير جون تروتبيك، رئيس الإدارة الألمانية في وزارة الخارجية: «اجتمعت اللجنة الفرعية ثلاث مرات، وكان أساس المناقشة مشروعًا عممته... رأى سوبولوف أن الرغبة البولندية والتشيكوسلوفاكية في طرد السكان الألمان كانت إنجازًا لمهمة تاريخية وكانت الحكومة السوفيتية غير راغبة في محاولة إعاقتها... عارضنا أنا وكانون هذا الرأي بشدة. أوضحنا أننا لم نحبذ فكرة النقل الجماعي على أي حال. ولكن، مع ذلك لم نتمكن من منعهم وأردنا التأكد من أنها نفذت بطريقة منظمة وإنسانية قدر الإمكان...».